# Международная академия истории науки
Международная академия истории науки (International Academy of the History of Sciences, IAHS, фр. Académie Internationale d'Histoire des Sciences) — всемирная некоммерческая и неправительственная организация, созданная для сотрудничества учёных всех стран в области истории науки. Основана 17 августа 1928 года в Осло на VI Международном конгрессе по историческим наукам (Congress of Historical Science) по инициативе итальянского историка науки Альдо Мьели. До 1932 года организация носила название «Международный комитет по истории науки».
По состоянию на 2015 год членами Академии являлись историки науки многих стран мира. Офис Академии находится в Париже на улице Кольбера, 12; в связи с затянувшимся ремонтом этого здания часть Академии находится в Льеже.
В Российской Федерации в 1992 году создан «Российский национальный комитет по истории и философии науки и техники (Отделение истории естествознания и техники)», который участвует в работе Международной академии истории науки.

## Структура и деятельность
Академией, согласно Уставу, руководит Совет, состоящий из Президента Академии, троих вице-президентов, всех бывших президентов, секретаря, архивариуса и казначея. Каждые 4 года Академия проводит под эгидой Международного союза истории и философии науки конгресс историков науки. Совет Академии избирается на Генеральной ассамблее, проходящей обычно во время очередного Конгресса.
Первый Конгресс по истории науки состоялся 20—25 мая 1928 года в Париже и был посвящён памяти французского историка Поля Таннери. Первым членом-корреспондентом от СССР был избран А. В. Васильев, математик и историк математики.
Члены Академии относятся к одной из трёх категорий:
1. Действительные члены.
2. Члены-корреспонденты.
3. Почётные члены, не состоящие в Академии, но внесшие значительный вклад в историю науки.

Выбор нового члена Академии производит собрание её действительных членов; для номинации кандидата необходимы рекомендации двух действительных членов Академии из разных стран. Решение об избрании принимается простым большинством голосов (допускается голосование с помощью почты). Все члены Академии избираются пожизненно.
Академия издаёт два периодических издания: «Archeion» и «Archives internationales d’histoire des sciences». Раз в два года за заслуги в истории науки присуждаются две медали Койре (названные в честь Александра Койре) — одна из них специально предназначена для молодых историков.

## Президенты Академии
1. Дж. Лориа[англ.] 20/05/1929 — 25/05/1929
2. Ч. Сингер[англ.] 26/05/1929 — 04/07/1931
3. К. Зудгоф 05/07/1929 — 02/10/1934
4. Q. Vetter 03/10/1934 — 23/09/1937
5. A. Reymond 24/09/1937 — 03/10/1947
6. P. Sergescu 04/10/1947 — 19/08/1950
7. J.A. Vollgraff 20/08/1950 — 11/08/1953
8. F.S. Bodenheimer 12/08/1953 — 09/09/1956
9. J.M. Millás-Vallicrosa 10/09/1956 — 07/09/1959
10. H. Guerlac 08/09/1959 — 28/08/1965
11. А. П. Юшкевич 29/08/1965 — 31/08/1968
12. A.C. Crombie 01/09/1968 — 20/08/1971
13. W. Hartner 21/08/1971 — 12/08/1977
14. A.R. Hall 13/08/1977 — 27/08/1981
15. M.D. Grmek 28/08/1981 — 06/08/1985
16. O. Pedersen 06/08/1985 — 02/08/1989
17. V. Cappelletti 02/08/1989 — 23/07/1997
18. W. Shea 23/07/1997 — 12/07/2001
19. Дж. Хейлброн 12/07/2001 — 27/07/2005
20. E. Knobloch 27/07/2005 — 25/07/2013
21. A. Shapiro 25/07/2013 — 27/07/2017
22. С. С. Демидов 27/07/2017 -

## Советские и российские члены Академии
Нижеследующий список сверен с официальным сайтом.
Действительные члены
- Башмакова, Изабелла Григорьевна (с 1971 года)
- Баюк, Дмитрий Александрович (с 2018 года)
- Григорьян, Ашот Тигранович (с 1963 года)
- Демидов, Сергей Сергеевич (с 1993 года, вице-президент с 1997 по 2005 годы)
- Зубов, Василий Павлович (с 1960 года)
- Кедров, Бонифатий Михайлович (с 1963 года)
- Колчинский, Эдуард Израилевич (с 2018 года)
- Кузнецов, Владимир Иванович (с 1978 года)
- Матвиевская, Галина Павловна (с 1995 года)
- Микулинский, Семён Романович (с 1971 года)
- Михайлов, Глеб Константинович (с 2005 года)
- Петрова, Светлана Сергеевна (с 2012 года)
- Постников, Алексей Владимирович (с 2010 года)
- Рожанская, Мариам Михайловна (с 1997 года)
- Розенфельд, Борис Абрамович (с 1978 года)
- Тихомиров, Владимир Владимирович
- Шейнин, Оскар Борисович (с 1994 года)
- Юшкевич, Адольф Павлович (с 1960 года, в 1965—1968 годах был президентом Академии)

Члены-корреспонденты
- Батурин, Юрий Михайлович (с 2012 года)
- Васильев, Александр Васильевич (с 1929 года)
- Визгин, Владимир Павлович (с 2010 года)
- Володарский, Александр Ильич (с 1993 года)
- Гельфонд, Александр Осипович (с 1967 года)
- Добров, Геннадий Михайлович (с 1965 года)
- Зайцев, Евгений Алексеевич (с 2012 года)
- Зенкевич, Лев Александрович (с 1969 года)
- Канаев, Иван Иванович (с 1971 года)
- Космодемьянский, Аркадий Александрович (с 1971 года)
- Кудрявцев, Павел Степанович (с 1969 года)
- Петросян, Гарегин Бахшиевич (с 1965 года)
- Погребысский, Иосиф Бенедиктович (с 1967 года)
- Соловьёв, Юрий Иванович (с 1961 года)
- Струве, Василий Васильевич (с 1935 года)
- Федосеев, Иван Андреевич
- Фролов, Иван Тимофеевич

Почётные члены
- Артоболевский, Иван Иванович (с 1968 года)
- Велихов, Евгений Павлович
- Ишлинский, Александр Юльевич (с 1981 года)
- Капица, Пётр Леонидович (с 1971 года)
- Колмогоров, Андрей Николаевич (с 1977 года)
- Штокало, Иосиф Захарович (с 1978 года)